# Lézigneux
Lézigneux és un municipi francès situat al departament del Loira i a la regió d'Alvèrnia-Roine-Alps. L'any 2007 tenia 1.597 habitants.

## Demografia

### Població
El 2007 la població de fet de Lézigneux era de 1.597 persones. Hi havia 581 famílies de les quals 101 eren unipersonals (42 homes vivint sols i 59 dones vivint soles), 169 parelles sense fills, 265 parelles amb fills i 46 famílies monoparentals amb fills.
La població ha evolucionat segons el següent gràfic:
Habitants censats

### Habitatges
El 2007 hi havia 668 habitatges, 581 eren l'habitatge principal de la família, 73 eren segones residències i 14 estaven desocupats. 641 eren cases i 24 eren apartaments. Dels 581 habitatges principals, 484 estaven ocupats pels seus propietaris, 86 estaven llogats i ocupats pels llogaters i 11 estaven cedits a títol gratuït; 4 tenien una cambra, 11 en tenien dues, 54 en tenien tres, 164 en tenien quatre i 349 en tenien cinc o més. 472 habitatges disposaven pel capbaix d'una plaça de pàrquing. A 186 habitatges hi havia un automòbil i a 373 n'hi havia dos o més.

### Piràmide de població
La piràmide de població per edats i sexe el 2009 era:
| Homes | Edats   | Dones |
| ----- | ------- | ----- |
| 0     | 95 o +  | 0     |
| 1     | 90 a 94 | 5     |
| 4     | 85 a 89 | 6     |
| 3     | 80 a 84 | 5     |
| 11    | 75 a 79 | 16    |
| 16    | 70 a 74 | 12    |
| 28    | 65 a 69 | 32    |
| 22    | 60 a 64 | 22    |
| 25    | 55 a 59 | 23    |
| 57    | 50 a 54 | 43    |
| 50    | 45 a 49 | 45    |
| 35    | 40 a 44 | 44    |
| 72    | 35 a 39 | 49    |
| 39    | 30 a 34 | 57    |
| 34    | 25 a 29 | 29    |
| 26    | 20 a 24 | 16    |
| 42    | 15 a 19 | 37    |
| 42    | 10 a 14 | 31    |
| 50    | 5 a 9   | 38    |
| 45    | 0 a 4   | 41    |

## Economia
El 2007 la població en edat de treballar era de 1.023 persones, 804 eren actives i 219 eren inactives. De les 804 persones actives 740 estaven ocupades (398 homes i 342 dones) i 63 estaven aturades (17 homes i 46 dones). De les 219 persones inactives 75 estaven jubilades, 85 estaven estudiant i 59 estaven classificades com a «altres inactius».

### Ingressos
El 2009 a Lézigneux hi havia 593 unitats fiscals que integraven 1.646,5 persones, la mediana anual d'ingressos fiscals per persona era de 20.950 €.

### Activitats econòmiques
Dels 38 establiments que hi havia el 2007, 1 era d'una empresa extractiva, 1 d'una empresa alimentària, 4 d'empreses de fabricació d'altres productes industrials, 13 d'empreses de construcció, 4 d'empreses de comerç i reparació d'automòbils, 1 d'una empresa d'hostatgeria i restauració, 2 d'empreses financeres, 6 d'empreses de serveis, 4 d'entitats de l'administració pública i 2 d'empreses classificades com a «altres activitats de serveis».
Dels 12 establiments de servei als particulars que hi havia el 2009, 2 eren paletes, 3 guixaires pintors, 3 fusteries, 2 lampisteries, 1 perruqueria i 1 restaurant.
L'únic establiment comercial que hi havia el 2009 era una fleca.
L'any 2000 a Lézigneux hi havia 29 explotacions agrícoles que ocupaven un total de 540 hectàrees.

## Equipaments sanitaris i escolars
El 2009 hi havia una escola elemental.

## Poblacions més properes
El següent diagrama mostra les poblacions més properes.